# Inundaciones de Sierra Leona de 2017
A principios de la mañana del 14 de agosto de 2017, después de tres días de lluvias torrenciales, inundaciones devastadoras y deslizamientos de tierra ocurrieron en la capital de Sierra Leona, Freetown, y en el entorno, ubicados en la zona del oeste del país. Mientras que el número exacto aún no es cierto, las muertes relacionadas con el desastre se estima en cerca de 400 con miles de otros desaparecidos y han muerto. Más de 3000 personas quedaron sin hogar y cientos de edificios dañados o destruidos por los deslizamientos de tierra. Al ocurrir durante una estación lluviosa particularmente húmeda, la severidad de la devastación del desastre fue agravada por la ubicación de la ciudad a nivel del mar o abajo, infraestructura y sistema de drenaje precarios. Las organizaciones locales y la Cruz Roja Americana condujeron los esfuerzos iniciales de recuperación, y la comunidad internacional también ha proporcionado ayuda.

## Impacto
De acuerdo con el Centro de Previsión del Clima del Servicio Nacional de Meteorología, Sierra Leona tuvo una estación lluviosa particularmente húmeda, con su capital, la ciudad de Freetown, en la zona del oeste del país, enfrentándose desde el 1 de julio de 2017, 1040 mm de lluvia, que precedieron a los deslizamientos de tierra casi el triple del área estacional media. El departamento meteorológico de Sierra Leona no emitió aviso antes de las lluvias torrenciales que hubieran permitido acelerar la evacuación de zonas de peligro. Del 11 al 14 de agosto, Freetown recibió tres días consecutivos de lluvias, lo que llevó a graves inundaciones en la ciudad y sus alrededores. Las inundaciones son una amenaza anual para el área: en 2015, las inundaciones mataron a 10 personas y dejaron a miles de damnificados.
Con vistas a Freetown, la montaña Sugar Loaf se desmoronó parcialmente, provocando deslizamientos de tierra en la madrugada del 14 de agosto, dañando o sepultando completamente varias casas y estructuras, matando a residentes —muchos todavía durmiendo— que quedaron atrapados en su interior. El distrito suburbano de Regent es considerado el más devastado: asentamiento montañoso, ubicado 24 kilómetros al este de Freetown, fue destruido cuando las laderas cercanas se derrumbaron alrededor de las 6:00 GMT. El director de la agencia de asistencia Street Child, Kelfa Karbo, describió un "efecto dominó", que resultó en estructuras demoliendo otras propiedades a medida que los deslizamientos de tierra avanzaban.
La severidad de la destrucción fue agravada por una combinación de factores: Freetown, una ciudad densamente poblada y congestionada ocupada por cerca de 1,2 millones de personas en la época del desastre, se sitúa a nivel del mar, y está rodeada de sierras montañosas muy arboladas. "El gobierno está fallando en proveer vivienda para los más pobres en la sociedad", dijo Jamie Hitchen del África Research Institute, observando que la atención para las construcciones irregulares sólo es percibida después de una crisis. La construcción de grandes casas residenciales en áreas de pendiente y la irrestricta deforestación debilitaron la estabilidad de los taludes cercanos y provocaron una significativa erosión del suelo. Durante las inundaciones, los sistemas de drenaje de Freetown son generalmente bloqueados por residuos desechados, especialmente en las comunidades más empobrecidas de la ciudad, contribuyendo a niveles más elevados de flujo superficial.

## Respuestas
Al final del día, el presidente Ernest Bai Koroma hizo un pronunciamiento público para Sierra Leona en una transmisión nacional, declarando el estado de emergencia y el establecimiento de un centro de asistencia en Regent. El Papa pidió a la nación, aún recuperándose de la consecuencia del brote de Ebola, para mantenerse unida: "Nuestra nación fue una vez más tomada por el dolor. Muchos de nuestros compatriotas perdieron sus vidas, muchos otros resultaron gravemente heridos y miles de millones de la riqueza de propiedad De los leoneses fueron destruidos en las inundaciones y deslizamientos de tierra que barrieron algunas partes de nuestra ciudad. También abordó la coordinación de los registros en Freetown que proporcionan ayuda a los residentes sin hogar. El 15 de agosto, el presidente declaró siete días de luto nacional, que entraría en vigor inmediatamente.
Koroma hizo un llamamiento a la comunidad internacional por asistencia: el 15 de agosto, llegó un envío de alimentos de Israel, suficiente para unas 10.000 comidas, la primera forma de socorro extranjero para ayudar a enfrentar la crisis. En respuesta al desastre, las Naciones Unidas (ONU) organizaron planes de contingencia para mitigar posibles brotes de enfermedades transmitidas por el agua, como diarrea y cólera, y está usando imágenes de radar para evaluar qué áreas pueden estar amenazadas por nuevos deslizamientos de tierra o inundaciones. La agencia de inmigración de la ONU aprobó 150.000 dólares estadounidenses en socorro de respuesta inicial de ayuda y movilizó personal en Sierra Leona para ayudar en las operaciones de rescate, así como distribuir suministros para los sobrevivientes. Global Giving lanzó un fondo de asistencia para apoyar los esfuerzos de asistencia de emergencia y de recuperación a largo plazo ejecutados por organizaciones locales en Sierra Leona.